# Acanthochitonina
Sous-ordre
Les Acanthochitonina sont un sous-ordre de mollusques de la classe des Polyplacophores (chitons sensu largo).

## Liste des familles
Selon World Register of Marine Species (30 décembre 2013) :
- famille Acanthochitonidae Pilsbry, 1893
- famille Choriplacidae Ashby, 1928
- famille Cryptoplacidae H. Adams & A. Adams, 1858
- famille Hemiarthridae Sirenko, 1997
- famille Lepidochitonidae Iredale, 1914
- famille Mopaliidae Dall, 1889
- famille Schizoplacidae Bergenhayn, 1955

Selon ITIS (4 novembre 2024) :
- famille Acanthochitonidae Pilsbry, 1893
- famille Choriplacidae Ashby, 1928
- famille Cryptoplacidae H. Adams & A. Adams, 1958
- famille Mopaliidae Dall, 1889